# Kumho Asiana Group
Die Kumho Asiana Group ist ein großes südkoreanisches Jaebeol (Mischkonzern), mit Tochterunternehmen in der Automobil-, Industrie-, Unterhaltungs-, Logistik-, Chemie- und Flugbranche. Sie wurde 1946 gegründet. Der Geschäftsführer der Kumho Asiana Group ist Bak Sam-koo, der Hauptsitz ist in Sinmunro, Jongno-gu in Seoul.

## Tochterunternehmen
- Asiana Airlines
- Kumho Express
- Asiana AAS Airport Services
- Asiana Abacus
- Kumho Engineering and Construction
- Kumho Resort
- Kumho Tire
- Asiana Leisure
- Asiana IDT
- Kumho Asiana Cultural Foundation
- Kumho Arthall
- Kumho Art Museum